# 히노 시게후미
히노 시게후미(日野 重文, 1963년 ~ )는 닌텐도 소속 일본의 그래픽 디자이너, 게임 디렉터, 기획자이다. 그는 요시 프랜차이즈의 요시의 창조자이다. 히노는 이후 마사미치 아베와 함께 피크민 시리즈의 디렉터를 맡았다.

## 경력
히노 시게후미는 1989년 닌텐도에 입사했으며, 그의 첫 프로젝트는 패미컴 그랑프리 F1 레이스의 후속작 디자인이었지만 결국 출시되지 않았다. 그가 처음으로 출시한 작품은 1990년의 슈퍼 마리오 월드로, 그는 게임의 픽셀 아트와 데즈카 다카시의 거친 스케치를 기반으로 한 캐릭터 요시를 만들었다. 이후 히노는 요시를 주인공으로 하는 게임의 아이디어를 냈고, 이는 슈퍼 마리오 요시 아일랜드가 되었다. 그는 미리 렌더링된 3D 그래픽을 사용한 레어의 동키콩 컨트리와 차별화하기 위해 손으로 그린듯한 비주얼 스타일을 선택했다.
히노는 마사미치 아베와 함께 피크민과 피크민 2를 공동으로 감독했으며, 유사 칸도와 함께 피크민 3도 감독했다. 그는 또한 슈퍼 마리오 메이커와 슈퍼 마리오 메이커 2의 디자이너로도 활동했다.

## 작품
| 연도 | 타이틀                            | 역할                    |
| ---- | --------------------------------- | ----------------------- |
| 1990 | 슈퍼 마리오 월드                  | 캐릭터 디자이너         |
| 1992 | 요시의 쿠키                       | 캐릭터 디자이너         |
| 1993 | 젤다의 전설 꿈꾸는 섬             | 캐릭터 디자이너         |
| 1995 | 슈퍼 마리오 요시 아일랜드         | 디렉터, 캐릭터 디자이너 |
| 1996 | 슈퍼 마리오 64                    | CG 일러스트레이터       |
| 1996 | 테트리스 어택                     | 디자인 자문             |
| 1996 | 마리오 카트 64                    | CG 캐릭터 디자이너      |
| 1997 | 게임 & 워치 갤러리 2              | 디자인 자문             |
| 1997 | 요시 스토리                       | CG 디자이너             |
| 1998 | 포켓몬스터 스타디움               | 효과 디자이너           |
| 1998 | 마리오 파티                       | 디자인 지원             |
| 1999 | 게임 & 워치 갤러리 3              | 디자인 자문             |
| 1999 | 포켓몬 스타디움                   | 2D CG 디자이너          |
| 2001 | 피크민                            | 디렉터                  |
| 2004 | 피크민 2                          | 디렉터                  |
| 2006 | 뉴 슈퍼 마리오브라더스            | 데모 씬 디렉터          |
| 2007 | Wii로 다함께! 말랑말랑 두뇌교실   | 서브 디렉터             |
| 2009 | 뉴 슈퍼 마리오브라더스 Wii        | 기획                    |
| 2013 | 피크민 3                          | 디렉터                  |
| 2015 | 슈퍼 마리오 메이커                | 기획                    |
| 2016 | 슈퍼 마리오 메이커 for 닌텐도 3DS | 게임 디자인             |
| 2019 | 슈퍼 마리오 메이커 2              | 게임 디자인             |
| 2023 | 슈퍼 마리오브라더스 원더          | 게임 디자인             |